# Ernst Mayerhofer
Ernst Mayerhofer (Möllersdorf pokraj Beča, 24. listopada 1877. – Zagreb, 7. veljače 1957.), austrijsko-hrvatski liječnik.

## Životopis
Bio je docent bečkog Medicinskog fakulteta, a 1922. godine osnovao je i do 1951. godine vodio Kliniku za dječje bolesti u Zagrebu. U Beču je osnovao prvi laktarij - sabiralište konzerviranog majčinog mlijeka. Posebno je bavio problematikom dječje prehrane, definirao alergijski sindrom novorođenčadi, opisao novu bolest ustilaginizam. 
Bio je redovni profesor Medicinskog fakulteta u Zagrebu. 